# William McNamara

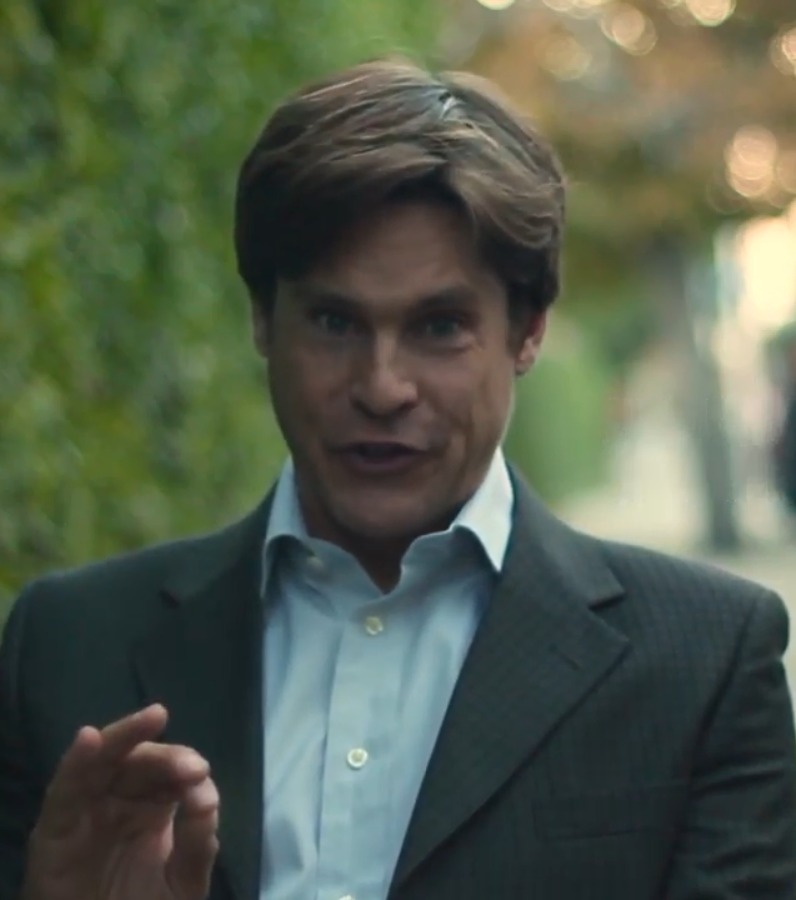
William McNamara (2014)

William West McNamara (* 31. März 1965 in Dallas, Texas) ist ein US-amerikanischer Schauspieler.

## Leben
Der Vater von William McNamara war für die Ford Motor Company als Rennfahrer tätig, seine Mutter war Innenarchitektin. William McNamara studierte an der Columbia University, außerdem studierte er am Lee Strasberg Institute Schauspielkunst.
Eine seiner ersten Rollen hatte McNamara 1987 an der Seite von James Earl Jones in dem Fernsehfilm Soldier Boys. In dem Filmdrama Katies Sehnsucht (1988) spielte er die Rolle des jungen Billy Wyatt, der sich in die ältere Katie Chandler (gespielt von Jodie Foster) verliebt. Im europäischen Filmgeschäft war er 1988 in Dario Argentos Horrorfilm Terror in der Oper und in der Miniserie Das Geheimnis der Sahara zu sehen. In der Komödie Chasers – Zu sexy für den Knast (1994) verliebt sich der von McNamara gespielte Marinesoldat Eddie Devane in die inhaftierte Toni Johnson (Erika Eleniak). In der Komödie Flucht im roten Cadillac (1995) spielte McNamara neben Erika Eleniak eine der Hauptrollen. Im Thriller Copykill spielte er 1995 den Serienmörder Peter Foley, der die Psychologin Helen Hudson (Sigourney Weaver) bedroht und von der Polizistin M.J. Monahan (Holly Hunter) schließlich erschossen wird. Im Thriller Hate – Haß (1997) trat er an der Seite von Donald Sutherland auf.
Im neuen Jahrtausend ließen die Filmangebote für McNamara nach, er spielt heute vorrangig in B-Filmen sowie kleineren Fernsehproduktionen.

## Filmografie (Auswahl)
- 1987: Soldier Boys (Fernsehfilm)
- 1987: Terror in der Oper (Opera)
- 1988: Das Geheimnis der Sahara (The Secret of the Sahara, Miniserie)
- 1988: Club der Rebellen (The Beat)
- 1988: Katies Sehnsucht (Stealing Home)
- 1989: Dream a Little Dream
- 1989–1990: Dr. Kulani – Arzt auf Hawaii (Island Son, Fernsehserie, 8 Folgen)
- 1990: Stella
- 1990: Texasville
- 1991: Wilde Sehnsucht (Wildflower, Fernsehfilm)
- 1992: Palm Beach-Duo (Silk Stalkings, Fernsehserie, Folge 1x09)
- 1992: Der Schein trügt (Doing Time on Maple Drive, Fernsehfilm)
- 1992: Das vierte Gebot (Honor Thy Mother, Fernsehfilm)
- 1993: Zwei Asse im Schnee (Aspen Extreme)
- 1993: Extreme Justice
- 1993: Der Racheschwur (Sworn to Vengeance, Fernsehfilm)
- 1994: Surviving the Game – Tötet ihn! (Surviving the Game)
- 1994: Chasers – Zu sexy für den Knast (Chasers)
- 1994: Zwei Männer um Natalie (Radio Inside)
- 1995: Liz Taylor Story (Liz: The Elizabeth Taylor Story, Fernsehfilm)
- 1995: Flucht im roten Cadillac (Girl in the Cadillac)
- 1995: Copykill (Copycat)
- 1997: Hate – Haß (Natural Enemy)
- 1997: Tod einer Stripperin (Stag)
- 1998: Liebe in Zeiten des Krieges (The Brylcreem Boys)
- 1998: Ring frei! – Die Jerry Springer Story (Ringmaster)
- 1998: Ich küsse dich, ich töte dich (Implicated)
- 1999: Outer Limits – Die unbekannte Dimension (The Outer Limits, Fernsehserie, Folge 5x22)
- 1999: China Connection – Das Gesetz des Todes (Paper Bullets)
- 1999–2000: Beggars and Choosers (Fernsehserie, 20 Folgen)
- 2000: Ready to Rumble (Knockout)
- 2000: Begierde – The Hunger (The Hunger, Fernsehserie, Folge 2x18)
- 2001: Flammenhölle Las Vegas (Trapped, Fernsehfilm)
- 2002: The Calling
- 2003: Law & Order: Special Victims Unit (Fernsehserie, Folge 4x15)
- 2005: New York Cops – NYPD Blue (NYPD Blue, Fernsehserie, Folge 12x16)
- 2005: Ein Fall für McBride: Anwalt mit Herz und Hund (McBride: Murder Past Midnight, Fernsehfilm)
- 2005: Black Beauty: Die Legende lebt weiter (American Black Beauty, Fernsehfilm)
- 2006: Stephen King’s Alpträume (Nightmares & Dreamscapes: From the Stories of Stephen King, Miniserie, Folge 8)
- 2009: Vampirkiller – Untote pflastern ihren Weg (The Bleeding)
- 2013: Thrill to Kill (Ambushed)
- 2014: Cut!
- 2014: Stranded
- 2014: Mumie des Grauens (Day of the Mummy)
- 2015: Gas Light
- 2015: The Astronaut Wives Club (Fernsehserie, Folge 1x09)
- 2016: The Secrets of Emily Blair
- 2017: Dr. Jekyll and Mr. Hyde
- 2018: Rottentail
- 2018: Eine Hochzeit an Weihnachten (A Wedding for Christmas, Fernsehfilm)
- 2020: The 2nd
- 2022: Amber Road
- 2023: Diamond Heist – Ein Unmöglicher Auftrag (Mojave Diamonds)
- 2023: Out of Hand
- 2025: Paper Empire (Fernsehserie, 6 Folgen)